# Manto Mavrogenous
Manto Mavrogenous, född 1796, död i juli 1840, var en grekisk nationalhjälte, berömd för sin roll under det grekiska frihetskriget. Hon anförde en flotta av kapare och arbetade som propagandist i Västeuropa, vilket samlade pengar och skapade opinion för den grekiska saken. 